# Nhận dạng Dịch vụ Di động Hàng hải
Nhận dạng Dịch vụ Di động Hàng hải (tiếng Anh: Maritime Mobile Service Identity, MMSI) là một loạt gồm chín chữ số được gửi dưới dạng kỹ thuật số trên một kênh tần số vô tuyến để nhận diện các trạm tàu, tàu trạm mặt đất, trạm bờ biển, các trạm mặt đất bờ biển, và các cuộc gọi nhóm.

## Các loại
Hiện có sáu loại nhận dạng dịch vụ di động hàng hải:
- Nhận dạng trạm tàu
- Nhận dạng trạm tàu
- Nhận dạng trạm bờ
- Nhận dạng nhóm trạm bờ
- Máy bay SAR
- Thiết bị hỗ trợ điều hướng và thiết bị gắn liền với tàu mẹ

## Việt Nam
Dãy số này gồm 9 chữ số do ITU quy định có dạng MIDxxxxxx, trong đó MID là số nhận dạng hàng hải được ấn định sẵn cho mỗi quốc gia. MID của Việt Nam là 574.